# Hector Raemaekers
Pour les articles homonymes, voir Raemaekers.
Hector Raemaekers, né Tasson le 13 mars 1883 à Diest en Belgique et mort le 3 décembre 1963, est un footballeur international belge qui évoluait au poste de half back (ou demi) droit.

## Biographie
Hector Raemaekers débute en 1902 comme défenseur dans l'équipe première du Racing Club de Bruxelles. Il joue sous le pseudonyme de Tasson, qui est en réalité le nom de jeune fille de sa mère, et devient vite titulaire dans l'équipe. Le Racing de Bruxelles domine alors le Championnat de Belgique qu'il remporte à deux reprises  en 1903 et 1908. Il termine deuxième à trois reprises (1904, 1905 et 1907)  et remporte la Coupe de Belgique en 1912.
Entre 1905 et 1913, Hector Raemaekers a joué 12 matches avec l'équipe nationale.

## Palmarès
- International belge de 1905 à 1912 (12 sélections)
- Champion de Belgique en 1903 et 1908
- Vainqueur de la Coupe de Belgique en 1912